# エリック・ルンドクヴィスト
エリック・ルンドクヴィスト（Erik Hjalmar Lundqvist, 1908年6月29日 - 1963年1月7日）は、スウェーデンの陸上競技選手。1928年アムステルダムオリンピックの金メダリストである。

## 経歴
ルンドクヴィストは、やり投を専門とした選手で、1927年の自己ベストは62.70mであった。しかし、翌1928年には、フィンランドのエイノ・ペンティラが持っていた69.88mの世界記録を更新する71.01mをたたき出し、金メダル候補として同年のアムステルダムオリンピックに出場。記録は66.60mであったが、ハンガリーのベラ・セペシュらをおさえ金メダルを獲得した。
ルンドクヴィストの世界記録は、1930年にフィンランドのマッティ・ヤルビネンによって破られるが、スウェーデン記録としては1936年まで破られなかった。
ルンドクヴィストは、1932年ロサンゼルスオリンピックには出場しなかったが、この年にも65.95mの世界トップテンに入る投てきを行っていた。